# Uiterburen
Uiterburen, dialekt groningski Uterboeren – wieś w Holandii, w prowincji Groningen, w gminie Menterwolde.